# Кяру
Кя́ру (ест. Käru alevik) — селище в Естонії, у волості Тюрі повіту Ярвамаа.

## Населення
Чисельність населення на 31 грудня 2011 року становила 397 осіб.

## Географія
Через населений пункт проходить автошлях 15 (Таллінн — Рапла — Тюрі). Від селища починаються дороги 20156 (Кяру — Кядва) та 19244 (Риуза — Кяру).

## Історія
До 22 жовтня 2017 року селище входило до складу волості Кяру повіту Рапламаа й було її адміністративним центром.

## Пам'ятки
- Миза Кяру (Käru mõis).[2]
- Лютеранська кірха (Käru kirik).
- Історичне кладовище[3] та братське поховання жертв Другої світової війни[4]
- Пам'ятник на згадку про Балтійський ланцюг 1989 року.
- Пам'ятник Раґнару Нурксе.

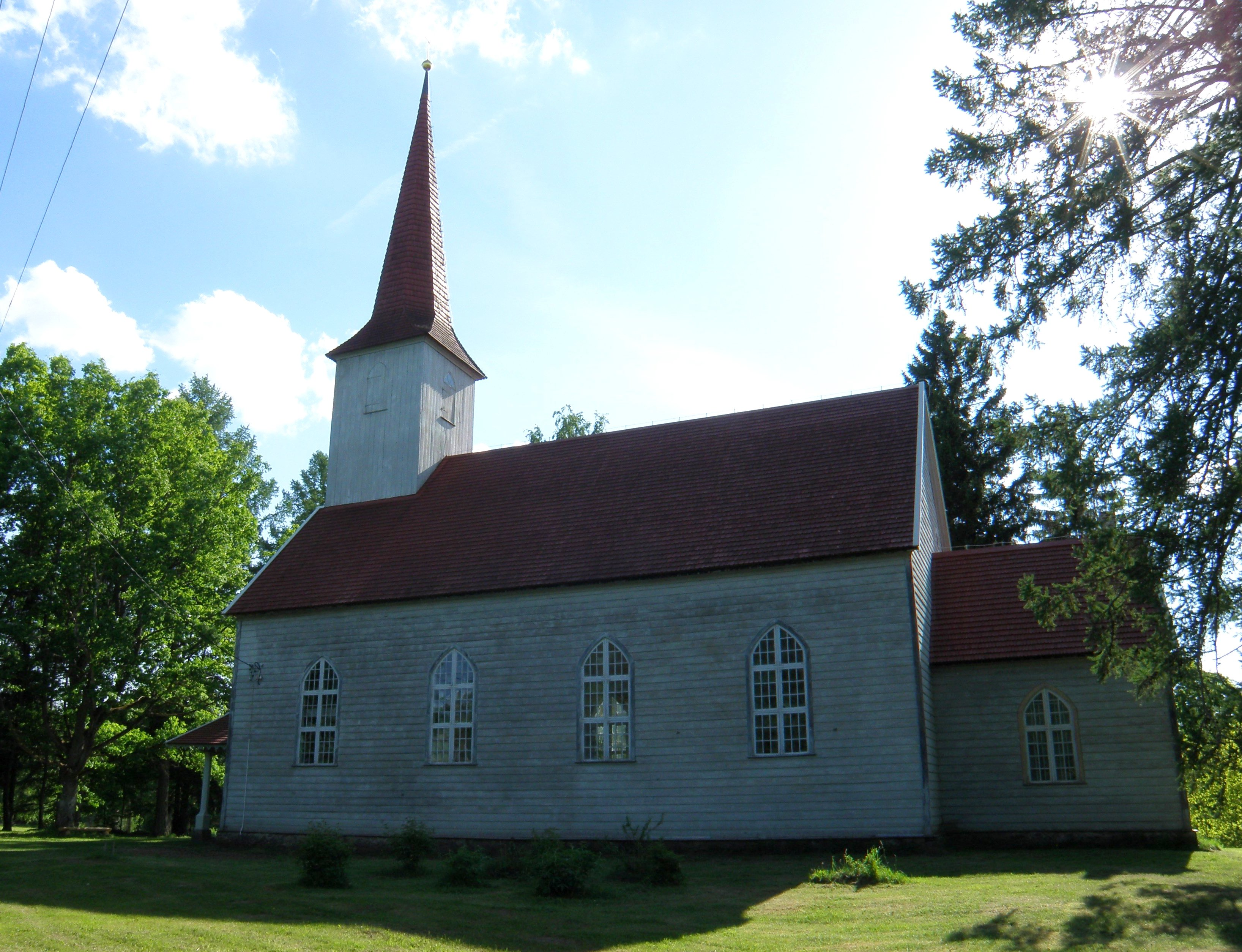
Лютеранська кірха
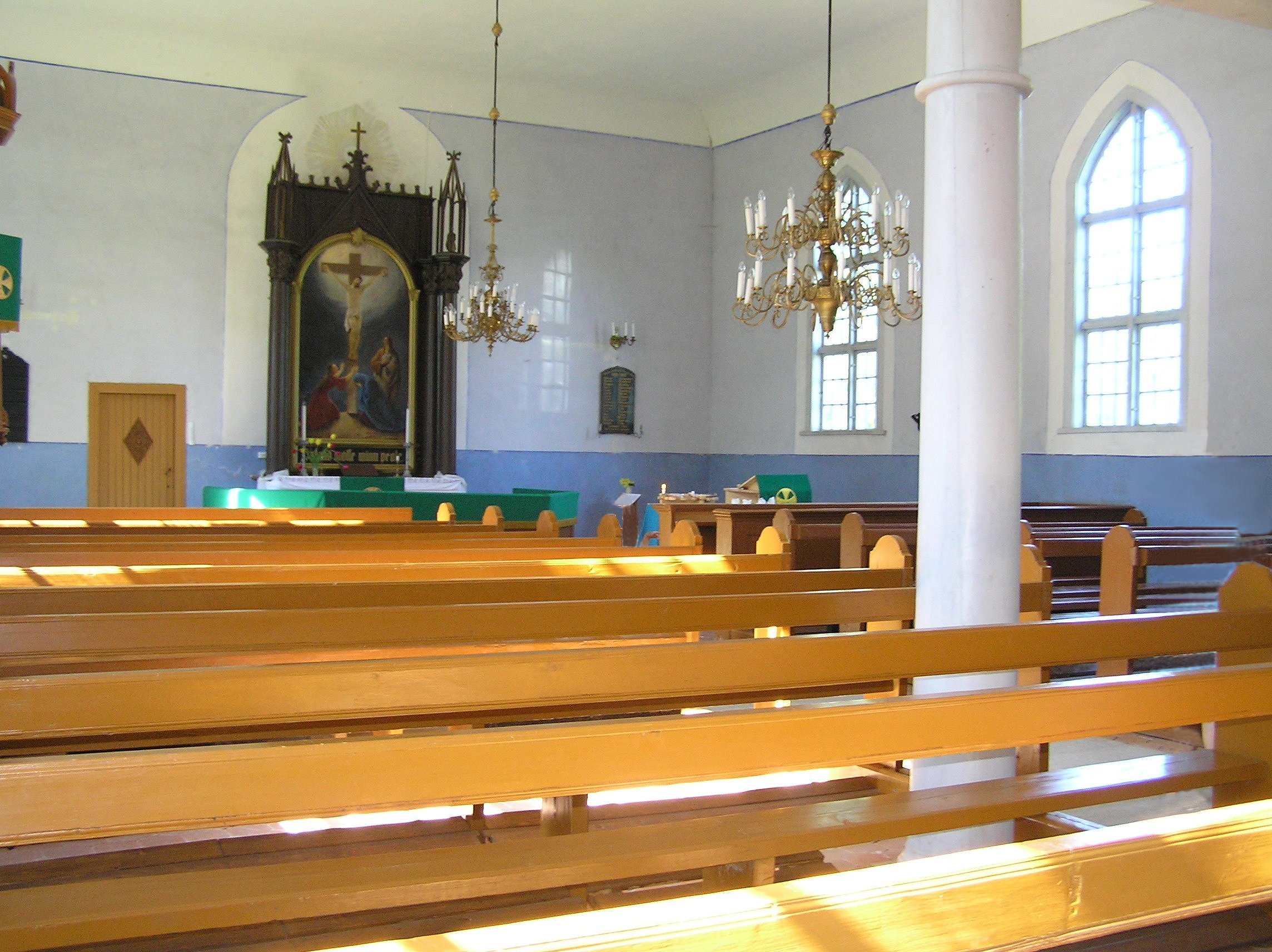
Внутрішнє вбрання кірхи
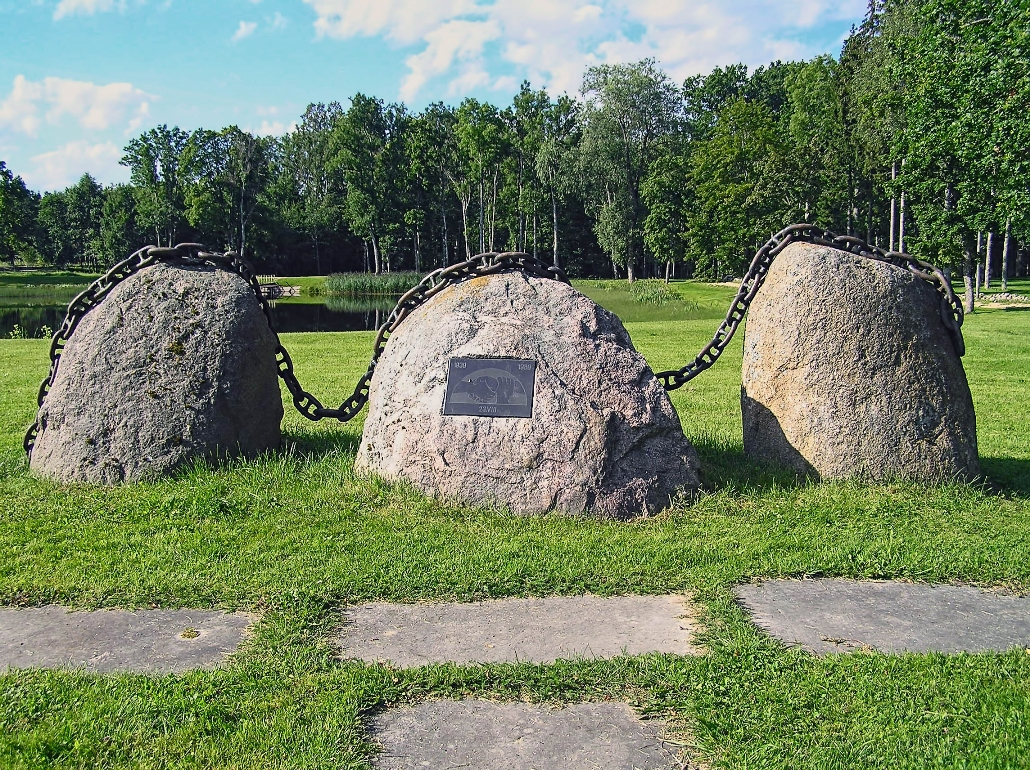
«Балтійський ланцюг» у Кяру

## Відомі особи
1907 року в мизі Кяру народився Раґнар Нурксе (1907—1959), американський економіст у галузі міжнародних фінансів та економічного розвитку, почесний професор Колумбійського університету.